# San Pedro, Toledo
San Pedro är en ort i Belize. Den ligger i distriktet Toledo, i den södra delen av landet, 110 km söder om huvudstaden Belmopan.